# Flagge Tunesiens

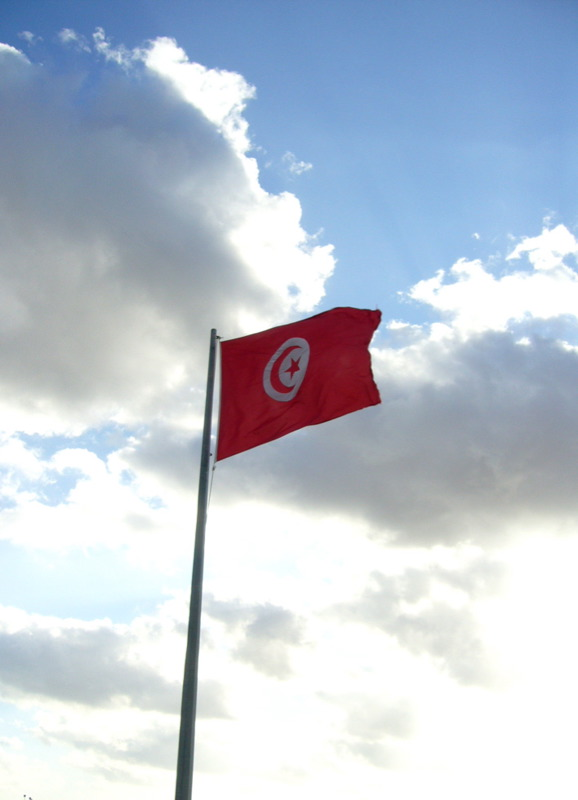
Wehende Flagge Tunesiens

Die Flagge Tunesiens wurde erstmals um 1835 durch den tunesischen Bey Hassan I. eingeführt. Sie war in ähnlicher Form zugleich auch die Flagge der osmanischen Provinz Tunus. Seither unterlag die Flagge nur leichten Modifikationen.

## Bedeutung
Der Halbmond und der Stern sind Symbole des Islam. Beide Symbole sind ein Verweis auf Tunesiens Vergangenheit als Teil des Osmanischen Reiches. 
Die Farbe Rot war ein dynastisches Legitimationssymbol im Osmanischen Reich. Nach der Unabhängigkeit des Landes von Frankreich wurde die Flagge als Nationalflagge angenommen.

Aufbau der Nationalflagge